# Calophyllum lowii
Calophyllum lowii är en tvåhjärtbladig växtart som beskrevs av Joseph Dalton Hooker. Calophyllum lowii ingår i släktet Calophyllum och familjen Calophyllaceae. Inga underarter finns listade i Catalogue of Life.